# CEM Air
CEM Air es una compañía de alquiler de aeronaves con base en el Aeropuerto de Lanseria, Johannesburgo, Sudáfrica.

## Flota

### Flota actual
La flota de la aerolínea está compuesta por las siguientes aeronaves, con una edad media de 19.6 años (noviembre de 2022).
| Bombardier CRJ-100 | 4  | — |  |  |  |  |
| Bombardier CRJ-200 | 2  | — |  |  |  |  |
| Bombardier CRJ-900 | 4  | 1 |  |  |  |  |
| Dash 8-100         | 1  | — |  |  |  |  |
| Dash 8-300         | 2  | — |  |  |  |  |
| Dash 8-400         | 4  | — |  |  |  |  |
| Total              | 17 | 1 |  |  |  |  |

## Accidentes e incidentes
- El 1 de septiembre de 2008 un Air Serv con un Beechcraft 1900C alquilado se estrelló en la República Democrática del Congo, unos quince kilómetros al noroeste de Bukavu,[4][5] llevando a bordo a dos tripulantes y quince pasajeros.[6][7][8][9] El avión estaba operado por tripulantes de CEM Air, con base en el Aeropuerto de Lanseria, Johannesburgo, Sudáfrica. Había llegado a Bukavu para efectuar una parada técnica antes de llegar al Aeropuerto N'Dolo, Kinshasa.[10]  El comandante era Rudi Knoetze, de 24 años y de Johannesburgo; se estrelló en una cordillera de montañas.[11] El pasaje se componía de doce congoleños, un francés, un indio y un canadiense.[12]

- El 2 de mayo de 2008 otro Beechcraft 1900 de CEM Air, registrado en Kenia, volando de Wau a Juba, ambos en Sudán, se estrelló cerca de Rumbek, muriendo los diecinueve pasajeros y dos tripulantes a bordo. Entre los pasajeros estaban dos oficiales de alto rango del Ejército de Liberación de Sudán y sus mujeres.[13]